# Nakło nad Notecią (stad)
Nakło nad Notecią (Duits: Nakel) is een stad in het Poolse woiwodschap Koejavië-Pommeren, gelegen in de powiat Nakielski. De oppervlakte bedraagt 10,65 km², het inwonertal 19.507 (2005).

## Geschiedenis
De geschiedenis van de stad gaat terug tot het midden van de 10e eeuw, toen hier een eerste nederzetting ontstond. Tussen 1109 en 1113 viel het in handen van hertog Bolesław III van Polen. In 1299 verkreeg de plaats Duitse stadsrechten.
Bij de Eerste Poolse Deling in 1772 ging Nakło deel uitmaken van het Pruisische Netzedistrict. Het kreeg nieuwe impulsen door de aanleg van een kanaal tussen de Brda en de Noteć, waardoor de Wisła met de Oder werd verbonden.
Gedurende de industrialisatie in de 19e eeuw ontwikkelde de stad zich verder, en werd aangesloten op de Pruisische Oostelijke Spoorwegen in 1851. Vanaf 1871 maakte het deel uit van het Duitse Keizerrijk.
Na de door Duitsland verloren Eerste Wereldoorlog werd de stad weer Pools. Gedurende de Tweede Wereldoorlog was Nakło bezet door nazi-Duitsland.

## Geboren in Nakło nad Notecią
- Rafał Blechacz (1985), pianist

Stadsdistricten:
Bydgoszcz · Grudziądz · Toruń · Włocławek

Districten:
Aleksandrów · Brodnica · Bydgoszcz · Chełmno · Golub-Dobrzyń · Grudziądz · Inowrocław · Lipno · Mogilno · Nakło · Radziejów · Rypin · Sępólno · Świecie · Toruń · Tuchola · Wąbrzeźno · Włocławek · Żnin

Grootste steden:
Brodnica · Bydgoszcz · Chełmno · Chełmża · Grudziądz · Inowrocław · Nakło nad Notecią · Rypin · Solec Kujawski · Świecie · Toruń · Włocławek